# Miss Italia 2018
Miss Italia 2018 si è svolta il 17 settembre 2018. La città che ha ospitato l'evento è stata, per la prima volta, Milano. La serata stata condotta da Francesco Facchinetti e Diletta Leotta con la partecipazione di Roberta Lanfranchi nel ruolo di inviata dalla Social Room. La manifestazione è stata trasmessa in simulcast da LA7 e LA7d.
Il 16 settembre, invece, Carolina Di Domenico ha presentato un riassunto delle prefinali, svoltesi a Jesolo dal 3 al 5 settembre 2018.
Tra le novità di questa edizione l’assegnazione di una Fascia speciale dedicata a Fabrizio Frizzi, scomparso nel marzo del 2018 e conduttore del concorso per diciassette edizioni.
La vincitrice dell'edizione è stata la ventiseienne marchigiana Carlotta Maggiorana di Montegiorgio (FM), prima vincitrice sposata nella storia del concorso, nonché prima rappresentante delle Marche a trionfare dopo Patrizia Nanetti nel 1981. Seconda classificata Fiorenza D'Antonio di Napoli e infine terza Chiara Bordi di Tarquinia (VT).
Questa edizione è stata l'ultima ad essere trasmessa su LA7, poiché nel 2019 la manifestazione torna ad essere trasmessa su Rai 1 dopo sette anni di assenza.

## Le concorrenti
- 01) Nicole Nietzsch (Miss Equilibra Trentino-Alto Adige)
- 02) Mara Boccacci (Miss Equilibra Emilia-Romagna)
- 03) Naomi Rizzo (Miss Miluna Calabria)
- 04) Marta Murru (Miss Liguria)
- 05) Laura Schiavoni (Miss Rocchetta Bellezza Marche)
- 06) Lucrezia Perelli (Miss Cinema Umbria)
- 07) Martina Iacomelli (Miss Cinema Toscana)
- 08) Chiara Bordi (Miss Miluna Lazio)
- 09) Giuliana Panzino (Miss Rocchetta Bellezza Calabria)
- 10) Erika Franceschini (Miss Equilibra Marche)
- 11) Martina Rao (Miss Equilibra Sicilia Est)
- 12) Carlotta Maggiorana (Miss Marche)
- 13) Manuela Matera (Miss 365)
- 14) Gloria Tonini (Miss Rocchetta Bellezza Toscana)
- 15) Veronica Nucci (Miss Cinema Marche)
- 16) Marta Valentini (Miss Eleganza Lazio)
- 17) Sofia Belli (Miss Miluna Lombardia)
- 18) Aurora Leli (Miss Sorriso Piemonte e Valle d'Aosta)
- 19) Giulia Cetto (Miss Cinema Trentino-Alto Adige)
- 20) Valentina Colecchia (Miss Sport Puglia)
- 21) Giulia Auer (Miss Miluna Trentino-Alto Adige)
- 22) Antonietta Fragasso (Miss Puglia)
- 23) Patrizia Bendotti (Miss Sorriso Lombardia)
- 24) Erika Nicolosi (Miss Eleganza Abruzzo)
- 25) Sophie Agnese Krause (Miss Trentino Alto Adige)
- 26) Valeria Capelli (Miss Equilibra Friuli-Venezia Giulia)
- 27) Maeve Billi (Miss Miluna Emilia-Romagna)
- 28) Anna Mazzali (Miss Emilia)
- 29) Fiorenza D'Antonio (Miss Rocchetta Bellezza Campania)
- 30) Nicole Ceretta (Miss Roma)
- 31) Diletta Sperotto (Miss Veneto)
- 32) Deborah Agnone (Miss Cinema Sardegna)
- 33) Jessica Poli (Miss Sorriso Emilia-Romagna)

## Piazzamenti
| Risultato finale | Concorrente |
| ---------------- | --- |
| Miss Italia 2018 | - – Carlotta Maggiorana (12)                                                                                       |
| 2ª classificata  | - – Fiorenza D'Antonio (29)                                                                                        |
| 3ª classificata  | - – Chiara Bordi (08)                                                                                              |
| 4ª classificata  | - – Antonietta Fragasso (22)                                                                                       |
| 5ª classificata  | - – Nicole Ceretta (30)                                                                                            |
| Top 10           | - – Naomi Rizzo (03) - – Lucrezia Perelli (06) - – Martina Rao (11) - – Gloria Tonini (14) - – Aurora Leli (18)    |
| Top 15           | - – Marta Murru (04) - – Manuela Matera (13) - – Marta Valentini (16) - – Giulia Auer (21) - – Erika Nicolosi (24) |

## Titoli speciali nazionali
- Fascia dedicata a Fabrizio Frizzi: Mara Boccacci (Emilia-Romagna)
- Miss Cinema: Martina Iacomelli (Toscana)
- Miss Miluna: Naomi Rizzo (Calabria)
- Miss Equilibra: Fiorenza D'Antonio (Campania)
- Miss Rocchetta Bellezza: Giulia Auer (Trentino-Alto Adige)
- Miss Sport: Marta Murru (Liguria)
- Miss Eleganza: Giulia Auer (Trentino-Alto Adige)
- Miss Sorriso Daygum: Marta Murru (Liguria)
- Miss Ethos: Chiara Bordi (Lazio)
- Miss Piazza Italia: Gloria Tonini (Toscana) (che eredita la fascia da Carlotta Maggiorana (Marche)
- Miss Simpatia Interflora: Marta Valentini (Lazio)
- Miss Love’s Nature: Erika Nicolosi (Abruzzo)
- Miss Candy: Nicole Ceretta (Lazio)
- Miss Kissimo Biancaluna: Antonietta Fragasso (Puglia)
- Miss TV Sorrisi e Canzoni: Carlotta Maggiorana (Marche)
- Miss Diva e Donna: Nicole Ceretta (Lazio)
- Miss Social: Fiorenza d’Antonio (Campania)

## Finaliste per regione
| Finaliste | Regione               |
| --------- | --------------------- |
| 4         | Emilia-Romagna        |
| 4         | Marche                |
| 4         | Trentino-Alto Adige   |
| 3         | Lazio                 |
| 2         | Calabria              |
| 2         | Lombardia             |
| 2         | Puglia                |
| 2         | Toscana               |
| 1         | Abruzzo               |
| 1         | Basilicata            |
| 1         | Campania              |
| 1         | Friuli-Venezia Giulia |
| 1         | Liguria               |
| 1         | Piemonte              |
| 1         | Sardegna              |
| 1         | Sicilia               |
| 1         | Umbria                |
| 1         | Veneto                |
| 0         | Molise                |
| 0         | Valle d'Aosta         |

## Giuria
- Massimo Lopez (presidente di giuria)
- Tullio Solenghi (presidente di giuria)
- Alessandro Borghese
- Maria Grazia Cucinotta
- Filippo Magnini
- Pupo
- Andrea Scanzi

### Social Room
Ha il compito di eleggere Miss Social. Viene presieduta da Roberta Lanfranchi, è composta da influencer e web star:
- Giulia Arena
- Clizia Incorvaia
- iPantellas

## Ospiti
- Ofenbach con Benjamin Ingrosso
- Fred De Palma con Ana Mena
- Elodie con Michele Bravi e Gué Pequeno
- Stefano D'Orazio

## Ascolti TV

### Miss Italia - Le selezioni
| Messa in onda     | Telespettatori | Share |
| ----------------- | -------------- | ----- |
| 16 settembre 2018 | 414.000        | 1,90% |

### Miss Italia - La finale
| Messa in onda     | LA7            | LA7   | LA7d           | LA7d  | LA7 + LA7d     | LA7 + LA7d |
| Messa in onda     | Telespettatori | Share | Telespettatori | Share | Telespettatori | Share      |
| ----------------- | -------------- | ----- | -------------- | ----- | -------------- | ---------- |
| 17 settembre 2018 | 696.000        | 4,97% | 106.000        | 0,80% | 802.000        | 5,77%      |